# Tolar (Bolivien)
Tolar (auch: Villa Loza) ist eine Ortschaft im Departamento La Paz im südamerikanischen Anden-Staat Bolivien.

## Lage
Tolar ist zentraler Ort des Cantón Collana Tolar im Municipio Ayo Ayo in der Provinz Aroma und liegt auf einer Höhe von 3981 m. Tolar liegt auf einem bis zu zwanzig Kilometer breiten nord-südlich verlaufenden ebenen Abschnitt des bolivianischen Altiplano, direkt am Rande der Ortschaft erheben sich die Vorgebirgsketten der Serranía de Sicasica, die hier bis auf knapp 5000 Meter ansteigt.

## Geographie
Tolar liegt auf der bolivianischen Hochebene zwischen den Anden-Gebirgsketten der Cordillera Occidental im Westen und der Cordillera Central im Osten. Die Region weist ein ausgeprägtes Tageszeitenklima auf, bei dem die Temperaturschwankungen im Tagesverlauf deutlicher ausfallen als im Jahresverlauf.
Die mittlere Durchschnittstemperatur des Municipio liegt bei 10 °C (siehe Klimadiagramm Colquencha), die Monatsdurchschnittstemperaturen schwanken nur unwesentlich zwischen 7 °C im Juni/Juli und knapp 12 °C im November. Der Jahresniederschlag beträgt etwa 500 mm, die Monatsniederschläge liegen zwischen unter 10 mm in der Trockenzeit von Mai bis August und 125 mm im Januar.

## Verkehrsnetz
Tolar liegt in einer Entfernung von 71 Straßenkilometern südlich von La Paz, der Hauptstadt des Departamentos.
Von La Paz aus führt die asphaltierte Nationalstraße Ruta 2 in westlicher Richtung nach El Alto, von dort 58 Kilometer nach Süden die Ruta 1 bis Tolar und weiter über Patacamaya nach Caracollo, wo die Ruta 1 weiter nach Oruro im Süden führt und die Ruta 4 ins östlich gelegene Cochabamba abzweigt.

## Bevölkerung
Die Einwohnerzahl der Ortschaft ist in dem Jahrzehnt zwischen den letzten beiden Volkszählungen um etwa ein Fünftel angestiegen:
| Jahr | Einwohner | Quelle       |
| ---- | --------- | ------------ |
| 1992 | 323       | Volkszählung |
| 2001 | 388       | Volkszählung |
| 2012 | 237       | Volkszählung |
| 2024 |           | Volkszählung |

Die Region weist einen hohen Anteil an Aymara-Bevölkerung auf, im Municipio Ayo Ayo sprechen 92,6 Prozent der Bevölkerung die Aymara-Sprache.